# صيد الكنوز
صيد الكنوز هو البحث المادي عن الكنوز.

## في العصور الحديثة
في الآونة الأخيرة، شملت المراحل الأولى لتطور علم الآثار جانبًا هامًا في البحث عن الآثار؛ فقد أظهرت أعمال الحفر التي قام بها هاينريش شليمان في كل من مدينة طروادة وفيما بعد في ميسيناي اكتشافات كبيرة للقطع الأثرية الذهبية. كما تضمن العمل في مراحله الأولى في علم المصريات وجود دافع مماثل.
منذ عهد قريب، بدأ بعض الباحثين الجادين عن الكنوز في العمل تحت الماء، حيث يُسمح للتكنولوجيا الحديثة بالوصول إلى حطام السفن التي تحتوي على أشياء ثمينة والتي كان يصعب الوصول إليها سابقًا. وبدءًا ببدلة الغوص ومرورًا بـالغوص وأخيرًا الغواصات التي تعمل عن بُعد، جعل كل جيل جديد من التكنولوجيا الوصول إلى حطام السفن أكثر سهولة. وقد أدى العثور على العديد من هذه الحطام إلى ما يُسمى بعملية إنقاذ الكنوز للعديد من القطع الأثرية الرائعة من أساطيل الكنوز الإسبانية وكذلك غيرها الكثير.
أُدينت عمليات صيد الكنوز من قبل عدد متزايد من البلدان، وأصدرت اليونسكو خريطة لحماية التراث الثقافي المغمور بالمياه منذ عام 2001: اتفاقية اليونسكو بشأن حماية التراث الثقافي المغمور بالمياه.
وتُعد هذه الاتفاقية أداة قانونية تُساعد الدول الأطراف في تحسين حماية تراثهم الثقافي المغمور بالمياه.
الصحف
كل عام في شهر فبراير، تقيم صحيفة سيراكيوز بوست ستاندارد عملية سنوية للبحث عن الكنوز، يقومون فيها بإخفاء ميدالية بلاستيكية في حديقة عامة. وكل يوم كانت تنشر أدلة في ورقة تؤدي إلى موقعها. وفي السنوات الأخيرة، تم العثور على الميدالية في قناة كاميلاس إيري وحديقة بحيرة أونونداجا وحديقة جرين ليكس ستيت بارك.

## أشهر الباحثين عن الكنوز

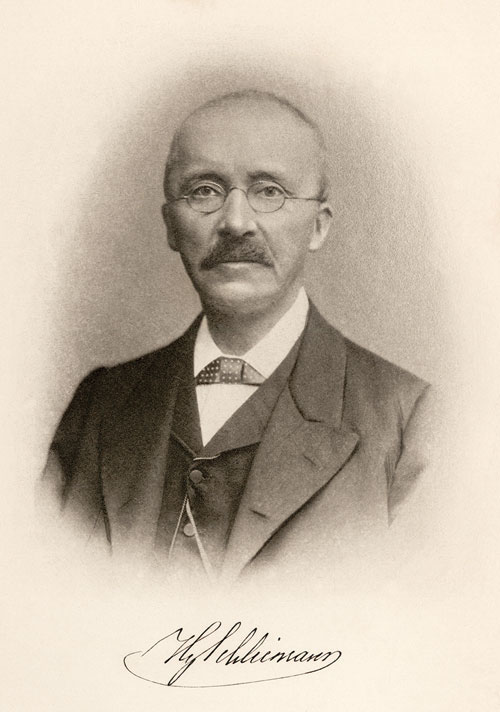
الباحث عن الكنوز هاينريش شليمان.

- النقيب مارتن بيلر حدد موقع حطام سفينة رويال ميل شيب ريبابليك (سفينة البريد الملكي) عام 1981.
- ميل فيشر (مكتشف سفينة الغليون الإسبانية نوسترا سينيورا دي أتوشا)
- كورك جراهام (مراسل حرب وكاتب)
- مايك هاتشر (مكتشف «نانجينغ كارجو») (حمولة نانجينغ)
- خوان بونثي دي ليون (بحث عن الذهب في العالم الجديد وينبوع الشباب)
- روبرت ماركس (عالم في الآثار تحت الماء وكاتب)
- شركة أوديسي مارين إكسبلوريشان استخرجت الكنوز من حطام سفينة إس إس ريبابليك
- الدكتور إدوارد لي سبنس (عالم رائد في الآثار تحت الماء وكاتب)
- هاينريش شليمان (بقال تحول إلى باحث عن الكنوز، ويعتبر مؤسس علم الآثار التاريخي ومكتشف مدينة طروادة المفقودة)

## الثقافة الشعبية
- جاك كولتون (المغازلة الحجر وجوهرة النيل)
- لارا كروفت (تومب رايدر وتومب رايدر 2 وتومب رايدر 3 وتومب رايدر: ذا لاست ريفيلايشن وتومب رايدر: كرونيكلز وتومب رايدر: ذا أينجل أوف داركنس وتومب رايدر: ليجند وتومب رايدر: أنيفيرساري وتومب رايدر: أندر ورلد)
- أرشيبالد كاتر (جونجا دين)
- ناثان دريك (أنشارتد: دريك فورتشن وأنشارتد 2: أمونغ ثيفز وأنشارتد 3: دريكز ديسبشن وأنشارتد: الهاوية الذهبية)
- بنيامين «فين» فينيجان (ذهب الحمقى)
- سيدني فوكس (ريليك هانتر)
- بنيامين فرانكلين جيتس (الكنز الوطني والكنز الوطني: كتاب الأسرار)
- الدكتور هنري والتون "إنديانا" جونز الصغير (سارقو التابوت الضائع وإنديانا جونز ومعبد الهلاك وإنديانا جونز والحملة الأخيرة وإنديانا جونز ومملكة الجمجمة الكريستالية ومذكرات إنديانا جونز الشاب)
- ريك أوكونيل (المومياء وعودة المومياء والمومياء: قبر إمبراطور التنين)
- ديرك بيت (التايتنك تعود للحياة وصحارى)
- ألان كواترمين (كنوز الملك سليمان (رواية))
- واريو (سلسلة واريو سلسلة سوبر ماريو)
- جاكي شان (درع الإله 1 ودرع الإله 2)
- العم دهب (حكايات البط)

## كتابات أخرى
- Robert E. Burgess, Sunken Treasure (Dodd, Mead; New York; 1988)
- Cork Graham, The Bamboo Chest; 2004
- Dr. E. Lee Spence, Treasures of the Confederate Coast: the “Real Rhett Butler” & Other Revelations (Narwhal Press, Charleston/Miami, 1995)